# Condecoración Honor al Mérito Naval Comandante Pedro Campbell
La Condecoración "Honor al Mérito Naval Comandante Pedro Campbell" es una condecoración militar de Uruguay otorgada por el Presidente de la República a personas civiles, militares, unidades militares o instituciones, sean nacionales o extranjeras, como reconocimiento de los servicios u obras relevantes prestados a la Armada Nacional. Esta distinción fue nombrada en homenaje a Pedro Campbell, primer comandante de las Fuerzas Navales creadas por José Artigas.

## Otorgamiento
Se le concede esta distinción a militares y civiles, nacionales o extranjeros, por la realización de servicios u obras personales relevantes que hayan prestado o presten a la Armada Nacional. También son pasibles de ser condecorados con ella unidades militares, instituciones públicas o privadas, nacionales o extranjeras, cuya relevancia los haga merecedores de este reconocimiento.
La honorificación será efectuada por el presidente de la República, a partir de las propuestas del Comandante en Jefe de la Armada.
A partir del 2018, quien sea designado por el Poder Ejecutivo como Comandante en Jefe de la Armada recibirá automáticamente esta distinción en la categoría Gran Medalla, en reconocimiento de su actuación relevante en el ejercicio de la profesión militar.

## Características

### Medalla
En su anverso, presenta un sol de ocho rayos en oro o metal dorado para la categoría Gran Medalla o en plata o metal plateado para la categoría Medalla, enmarcado por dos ramas de laurel unidas en su base con un moño, en cuyo centro se halla el escudo de la Armada con un diámetro de 35 milímetros.
En su reverso, sobre fondo liso, lleva la inscripción «HONOR AL MÉRITO NAVAL COMANDANTE PEDRO CAMPBELL» en forma de círculo, en el área inferior va el texto "REPÚBLICA ORIENTAL DEL URUGUAY" y en el área superior va grabado el nombre del homenajeado.

### Cinta
Es de 35 milímetros de ancho y de 45 de largo, estando flanqueada por una franja de color rojo de 2 milímetros a cada lado, seguida adentro por una franja de color blanco de 2 milímetros de cada lado y en su centro una franja de color azul marino.

### Barra
La barra es de metal, con unas dimensiones de 10 milímetros de alto por 35 milímetros de ancho, recubierta con la misma cinta de la medalla, sobre la que está el escudo de la Armada en oro o metal dorado para la categoría Gran Medalla y en plata o metal plateado para la categoría Medalla.

### Botón
Su diseño muestra el escudo de la Armada de 10 milímetros de dámetro sobre una barra de 15 milímetros por 3 milímetros en oro o metal dorado para Gran Medalla y en plata o metal plateado para la clase Medalla.

### Miniatura
Es una placa en oro o metal dorado de similares características a la medalla, aunque con un diámetro de 17 milímetros y una cinta de 17 milímetros. En el caso de la categoría Medalla, tendrá el mismo diseño pero estará acuñada en plata o metal plateado.

## Clases
Esta distinción actualmente se divide en dos categorías:
1. Gran Medalla. Para el personal superior de las Fuerzas Armadas en el caso de militares; para autoridades nacionales y extranjeras en el caso de civiles; para unidades militares, instituciones públicas o privadas, nacionales o extranjeras.
2. Medalla. Para el personal superior y el subalterno de las Fuerzas Armadas en el caso de militares; para autoridades nacionales, extranjeras y personalidades en el ámbito científico, cultural, artístico y comercial en el caso de civiles; para unidades militares, instituciones públicas o privadas, nacionales o extranjeras.